# 格倫布編碼
格倫布編碼（英語：Golomb coding）是一種無失真資料壓縮方法，由數學家所羅門·格倫布在1960年代提出。其優點為易於編碼與解碼，另外對於擁有機率分布為幾何分佈{\displaystyle G(p),p=0.5,}的資料，格倫布編碼是最佳的前綴碼，且能無限逼近該資料的熵，目前廣泛用於無損影像壓縮。

## 編碼的建立
令輸入值為正整數{\displaystyle n}，參數值為正整數 {\displaystyle M}，輸出值格倫布碼為 {\displaystyle c}，其中 {\displaystyle c} 由兩種編碼組合而成，
{\displaystyle c=(u,b)}，{\displaystyle u}：一进制編碼，{\displaystyle b}：截斷二進制編碼。
計算 {\displaystyle u} 與 {\displaystyle b}。
{\displaystyle q=\left\lfloor {\frac {n}{m}}\right\rfloor ,} {\displaystyle r=n-q}。
將 {\displaystyle q} 做一进制編碼，{\displaystyle r} 做截斷二進制編碼即可得到{\displaystyle (u,b)}。
格倫布-萊斯編碼中的商數{\displaystyle q}指示了所在區塊，而{\displaystyle r}指示所在區塊內部的位置。如上圖，對整數 {\displaystyle N} 做格倫布-萊斯編碼，{\displaystyle q} 代表區塊、{\displaystyle r} 表示區塊內部位置、{\displaystyle M} 為參數，每個區塊的大小皆相等且長度為 {\displaystyle M}，特別注意當編碼方式為格倫布-萊斯編碼時，即 {\displaystyle M} 為 {\displaystyle 2} 的整數次方，所有{\displaystyle r}的編碼長度相等。
參數 {\displaystyle M} 是伯努利過程的函數，其中伯努利過程的參數 {\displaystyle p} 定義為 {\displaystyle p=P(X=0)}，則 {\displaystyle M} 的所在區間為此伯努利過程的中位數-1到中位數+1之間。如下式：
{\displaystyle (1-p)^{M}+(1-p)^{M+1}\leq 1<(1-p)^{M-1}+(1-p)^{M}.}
當 {\displaystyle M} 足夠大時，我們可以將其表示成，{\displaystyle M=\left\lfloor {\frac {-1}{\log _{2}(1-p)}}\right\rfloor }。

### 使用符號整數
格倫布編碼主要是針對非負整數進行編碼，但也可以使用重疊(Overlap)與交錯(Interleave)擴展至對所有整數進行編碼。令一串用於編號的數列，(0,1,2,...)，給予非負整數偶數編號，給予負整數奇數編號，使得排列方式如下，(0,-1,1,-2,2,...)，即非負整數 {\displaystyle x} 映射至 {\displaystyle \{x^{\prime }|x^{\prime }=2|x|,x\geq 0\}}，負整數 {\displaystyle y} 映射至 {\displaystyle \{y^{\prime }|y^{\prime }=2|y|-1,y<0\}}。

## 萊斯編碼
萊斯編碼（Rice coding，由Robert F. Rice所提出），為一種前綴碼，歸屬於格倫布編碼的子集合，參數 {\displaystyle M} 為 {\displaystyle 2} 的整數次方，即 {\displaystyle M=2^{R},R\in N}。此種特例未必是所有格倫布編碼中的最佳編碼方式，但由於目前電腦為二進位運算，萊斯編碼能快速且有效地以二進位運算實現。

## 性質

### 范氏霍夫曼編碼
格倫布編碼為一種范氏霍夫曼編碼。

## 演算法
1. 選擇參數 {\displaystyle M}
2. 待編碼數值為 {\displaystyle n}，計算：
  1. 商數： {\displaystyle q=\left\lfloor {\frac {n}{m}}\right\rfloor ,}
  2. 餘數： {\displaystyle r=n-q}。
3. 編碼
  1. 商數編碼，對 {\displaystyle q} 進行一进制編碼，得到 {\displaystyle u}。
  2. 餘數編碼，對 {\displaystyle r} 進行截斷二進制編碼，得到 {\displaystyle b}。
  3. 合併，{\displaystyle c=(u,b)}。
4. 輸出 {\displaystyle c=(u,b)}

## 範例
設 M = 10。則 {\displaystyle b=\lceil \log _{2}(10)\rceil =4}. {\displaystyle 2^{b}-M=16-10=6}
| 商數編碼                | 商數編碼                                          |
| q                       | 輸出位元                                          |
| ----------------------- | ------------------------------------------------- |
| 0                       | 0                                                 |
| 1                       | 10                                                |
| 2                       | 110                                               |
| 3                       | 1110                                              |
| 4                       | 11110                                             |
| 5                       | 111110                                            |
| 6                       | 1111110                                           |
| {\displaystyle \vdots } | {\displaystyle \vdots }                           |
| N                       | {\displaystyle \underbrace {111\cdots 111} _{N}0} |

| 餘數編碼 | 餘數編碼 | 餘數編碼 | 餘數編碼 |
| r        | 偏移     | 二進位   | 輸出位元 |
| -------- | -------- | -------- | -------- |
| 0        | 0        | 0000     | 000      |
| 1        | 1        | 0001     | 001      |
| 2        | 2        | 0010     | 010      |
| 3        | 3        | 0011     | 011      |
| 4        | 4        | 0100     | 100      |
| 5        | 5        | 0101     | 101      |
| 6        | 12       | 1100     | 1100     |
| 7        | 13       | 1101     | 1101     |
| 8        | 14       | 1110     | 1110     |
| 9        | 15       | 1111     | 1111     |

選擇42作為編碼時，42會被拆成 {\displaystyle q=4} 及 {\displaystyle r=2}，編碼為11110010，而商數編碼尾數必為0，能標示商數編碼位元的結束。